# ماري كارترايت
ماري كارترايت (بالإنجليزية: Mary Cartwright)‏ (ولدت 17 ديسمبر 1900 - 3 أبريل 1998) كانت عالمة رياضيات بريطانية. كانت أول من قام بتحليل نظام الديناميكية مع نظرية الشواش مع العالم جون إيدنسور ليتلوود.